# Ulysse Capitaine
Pour les articles homonymes, voir Capitaine.
Ulysse Capitaine (Casimir François Ulysse), né à Liège dans le quartier d'Outremeuse le 23 décembre 1828 et mort à Rome le 31 mars 1871 , est un érudit liégeois. Collectionneur infatigable, il accumula une grande quantité de documents et monnaies en rapport avec la principauté de Liège. Il écrivit de nombreux ouvrages et notices sur la question. Il fut également conseiller provincial libéral. Il légua par testament ses importantes collections à la ville de Liège. Jusqu'en  2005, ses collections étaient accessibles dans une salle de la bibliothèque des Chiroux. Le Fonds Ulysse Capitaine a été transféré depuis dans des locaux voisins du Grand Curtius, en Féronstrée 118-120 et est à nouveau accessible au public chaque après-midi, du lundi au vendredi de 14 à 17 heures. Mort d'une pleurésie à Rome, sa dépouille a été rapatriée et repose au cimetière de Robermont depuis le 18 avril 1871.

## Biographie
Issu d'une famille aisée, il est le fils de Catherine-Elisabeth Scronx et de Balthasar-Félix Capitaine, avocat, industriel et homme politique (conseiller provincial de 1846 à 1854) liégeois. Son père était également membre de plusieurs sociétés savantes locales. Après des études à Liège, Ulysse poursuivit son éducation pendant trois ans à Paris. Inscrit à l'École centrale en 1846, il suivit également des cours au Collège de France. C'est là qu'il se découvre une passion pour l'histoire en lisant les écrits d'Augustin Thierry. Persuadé d'appartenir à une région privilégiée dans une Belgique naissante, sa vision historique est fortement teintée de libéralisme.
En octobre 1850, poussé par son père, il s'embarque pour les Amériques pour compléter sa formation. Il bénéficie d'une bourse de 2 500 francs octroyée par le gouvernement belge libéral de Charles Rogier. Après avoir parcouru l'Amérique du Nord, il se rend à La Havane où il tombe malade (malaria?) et revient épuisé à Liège en janvier 1851.
Le 6 mai 1851, il épouse Mélanie-Hortense-Eugénie Pirlot (1830 - 2 mars 1903) qui lui donnera trois filles (Alice, Cécile et Lucile).
Il fit également partie de nombreuses associations locales comme la Société libre d'Émulation et l'Institut Archéologique Liégeois qu'il fonda avec son père et dont il devint premier secrétaire en 1856. C'est dans la revue de cet institut qu'il publia, en 1852, une étude sur la franc-maçonnerie liégeoise avant 1830 et qu'il entreprit une grande biographie liégeoise. S'intéressant à la langue wallonne, il fut l'un des créateurs de la Société liégeoise de littérature wallonne dont il sera bibliothécaire et archiviste. On le retrouve également dans la commission administrative de l'Institut des sourds-muets et des aveugles fondée par Jean-Baptiste Pouplin, juge au Tribunal de commerce en 1861, conseiller provincial (libéral) en 1871, administrateur du comptoir d'escompte de la Banque nationale (1863-1871), membre de la commission provinciale de statistiques (1853), de la commission administrative du conservatoire de musique de Liège et de la commission chargée de recueillir les documents historiques de l'hôtel de ville de Liège,…
À partir de 1867, il est atteint d'une affection pleurétique et passe de plus en plus de temps dans le sud de la France.

## Sa collection
Collectionneur infatigable, il légua à la ville une collection, en rapport avec l'histoire locale, comprenant 16 993 objets : 11 435 volumes et brochures, 226 manuscrits, 218 autographes mais aussi 3 093 médailles, coins et monnaies diverses. Transférée un temps à l'Université de Liège, elle fut longtemps accessible au public dans une salle spéciale (la salle Ulysse Capitaine) de la bibliothèque des Chiroux. À la suite d'une réorganisation de celle-ci (la bibliothèque était cogérée par la Province de Liège et la ville de Liège), elle fait désormais partie des fonds patrimoniaux de la ville de Liège au sein de la bibliothèque qui porte son nom, située à côté du Grand Curtius. Inaugurée au public le 2 septembre 2010, la Bibliothèque Ulysse Capitaine est de nouveau accessible à tous pour consultation.

## Écrits
La bibliographie d'Ulysse Capitaine, établie par J. Pety de Thozée figure dans la notice d'Alphonse Le Roy. 

### Monographie
- Notice sur Henri Delloye, Troubadour liégeois, 1849
- Recherches historiques et bibliographiques sur les journaux et les écrits périodiques liégeois, 1850
- Nécrologe liégeois, 1851-1863, 13 vol., avec une table des dix premiers volumes (1851-1860), Liège, 1864.
- Bibliographie liégeoise. XVIe siècle, Bruxelles, 1852 (extrait du Bulletin du Bibliophile belge, t. IX).
- Les premiers documents liégeois écrits en français : 1233-1236, Liège, 1859, 7 p.
- Essai sur le pays de Liège et sur ses lois fondamentales, par Michel Deschamps, avec une introduction d'U. Capitaine, Liège, 1867, 74 p.
- Collection de documents contemporains relatifs au meurtre de Sébastien de La Ruelle, bourgmestre de Liège, Liège, L. Grandmont-Donders, 1868 (lire en ligne)
- Du sort des aveugles à Liège avant 1837, Naples, 1871.

### Articles
Il écrit aussi de nombreux articles dans la Biographie nationale et des quotidiens locaux comme Le Travail (édité entre le 31 décembre 1848 et le 30 mars 1851) et La Meuse qui étaient proches du parti libéral.
- « Aperçu historique sur la Franc-Maçonnerie à Liège avant 1830 », Bulletin de l'institut archéologique liégeois, Liège, t. I,‎ 1852-1853, p. 406-436 (ISSN 0776-1260, lire en ligne, consulté le 42902)

- « Crasseriana. Liste des personnes qui ont visité mon cabinet et ma bibliothèque, 1721-1747. Liste des correspondants de G. de Crassier. Liste de quelques peintures de célèbres maîtres italiens et autres », Bulletin de l'institut archéologique liégeois, Liège, t. I,‎ 1852-1853, p. 472-484 (ISSN 0776-1260, lire en ligne, consulté le 42902)

- « Le chant national liégeois », Bulletin de l'institut archéologique liégeois, Liège, t. II,‎ 1854, p. 110-118 (ISSN 0776-1260, lire en ligne, consulté le 42902)

- « Le dernier chroniqueur liégeois. J.-B. Mouhin », Bulletin de l'institut archéologique liégeois, Liège, t. II,‎ 1854, p. 146-166 (ISSN 0776-1260, lire en ligne, consulté le 42902)

- « Mandement publié au Pérou de Liège et mis en garde de loi le 19 avril 1633 contre les protestants », Bulletin de l'institut archéologique liégeois, Liège, t. II,‎ 1854, p. 266-268 (ISSN 0776-1260, lire en ligne, consulté le 42902)

- « Remontrance très humble sur le mandement du 19 avril 1633 de Messieurs du Conseil de la Cité de Liège », Bulletin de l'institut archéologique liégeois, Liège, t. II,‎ 1854, p. 269-270 (ISSN 0776-1260, lire en ligne, consulté le 42902)

- « L'esprit du Bourguemaistre Beekman retourné de l'autre monde, aux fidèles Bourgeois de la Cité de Liège », Bulletin de l'institut archéologique liégeois, Liège, t. II,‎ 1854, p. 276-283 (ISSN 0776-1260, lire en ligne, consulté le 42902)

- « Mandement publié au Pérou de Liège et mis en garde de loi le 9 mai 1633 contre : L'esprit du Bourguemaistre Beeckman, retourné de l'autre monde aux Fidèles Bourgeois de la Cité de Liège », Bulletin de l'institut archéologique liégeois, Liège, t. II,‎ 1854, p. 284-285 (ISSN 0776-1260, lire en ligne, consulté le 42902)

- « Notice sur Jean Placentius, poète et historien du XVIe siècle », Bulletin de l'institut archéologique liégeois, Liège, t. II,‎ 1854, p. 299-327 (ISSN 0776-1260, lire en ligne, consulté le 42902)

- « Correspondance de Bernard de Montfaucon, bénédictin, avec le baron G. de Crassier, archéologue liégeois », Bulletin de l'institut archéologique liégeois, Liège, t. II,‎ 1854, p. 347-424 (ISSN 0776-1260, lire en ligne, consulté le 42902)

- « Étude sur Lambert Lombard, peintre liégeois, 1506-1566 », Bulletin de l'institut archéologique liégeois, Liège, t. III,‎ 1857, p. 167-189 (ISSN 0776-1260, lire en ligne, consulté le 42902)

- « Notes additionnelles à l'article de M. Hellin-Marésal sur l'acte de naissance de Renkin Sualem », Bulletin de l'institut archéologique liégeois, Liège, t. III,‎ 1857, p. 32-35 (ISSN 0776-1260, lire en ligne, consulté le 42902)

- « Rapport sur l'authenticité des rotes mortels du bourgmestre Sébastien de Lamelle, conservés au musée provincial de Liège », Bulletin de l'institut archéologique liégeois, Liège, t. III,‎ 1857, p. 331-343 (ISSN 0776-1260, lire en ligne, consulté le 42902)

- « Études biographiques sur les médecins liégeois depuis les temps les plus reculés jusqu'en 1850. 1er article, jusqu'au XVIe siècle : 2e article, XVIe et XVIIe siècles; 3e article, XVIIe et XVIIIe siècles », Bulletin de l'institut archéologique liégeois, Liège, t. III,‎ 1857, p. 71-103; 226-267; 427-496 (ISSN 0776-1260, lire en ligne, consulté le 42902)

- « Ordonnance des archiducs Albert et Isabelle relative à la fabrique de poudre établie à Vaux-sous- Chèvremont, 1616 », Bulletin de l'institut archéologique liégeois, Liège, t. IV,‎ 1860, p. 294-297 (ISSN 0776-1260, lire en ligne, consulté le 42902)

## Mémoire
- Tombe au cimetière de Robermont (parcelle 55-15-1) ;
- Bibliothèque Ulysse Capitaine.
- La rue Capitaine en Outremeuse à Liège